# Burden of Dreams
Burden of Dreams (en Hispanoamérica, Un montón de sueños) es una película documental de 1982 dirigida por Les Blank que narra las dificultades que tuvo que pasar todo el equipo de filmación durante el rodaje de la película Fitzcarraldo en las selvas del Perú.

## Reparto
- Werner Herzog
- Klaus Kinski - Fitzcarraldo / así mismo
- Claudia Cardinale - Molly / así mismo
- Jason Robards - Fitzcarraldo
- Mick Jagger - Wilbur
- Mariano Gagnon - así mismo

## Producción
Durante la producción, Blank y su pequeño equipo experimentaron estrés y cansancio. Blank afirmó que se sentía desconectado de las personas que lo rodeaban. Mantenerse al día con los inconvenientes entre Herzog y Klaus Kinski (la estrella de la película) resultó difícil para el reservado e introvertido Blank. En la última semana de producción estaba tan quemado que temió salir de la producción "como algunos veteranos de Vietnam, terriblemente callosos". Escribió en su diario: "Estoy cansado de todo y no me importa si mueven la estúpida nave o terminan la maldita película".